# Roy Rosenzweig
Roy Alan Rosenzweig, né le 6 août 1950 à New York et mort le 11 octobre 2007 à Arlington, est un historien américain, professeur à l'université George Mason en Virginie. Après des travaux sur le monde ouvrier, il se spécialise dans l'histoire numérique et fonde le Center for History and New Media en 1994.

## Carrière
Après des études à l'université Columbia, Roy Rosenzweig part au St John's College de Cambridge entre 1971 et 1973, puis retourne aux États-Unis pour faire sa thèse à Harvard. Une fois celle-ci soutenue, en 1978, il rejoint le Worcester Polytechnic Institute comme professeur assistant, puis intègre en 1981 l'université George Mason où il effectue tout le reste de sa carrière. Il y gravit tous les échelons jusqu'à l'obtention du titre le plus prestigieux, celui de distinguished professor, en 1998.
Il s'intéresse d'abord au monde ouvrier et à sa lutte pour la réduction du temps de travail, puis élargit son travail aux classes populaires en général et à leur accès à la culture, son souci constant étant de faire parler les humbles à une époque où l'historiographie reste marquée par une vision du passé façonnée par les élites. Le développement de la microinformatique puis d'internet va faire évoluer ses centres d'intérêt vers ces nouvelles technologies et leur apport au métier d'historien. En 1994, il fonde au sein de son université le Center for History and New Media, centre de recherches spécialisé dans les rapports entre l'histoire et les technologies de l'information et de la communication.

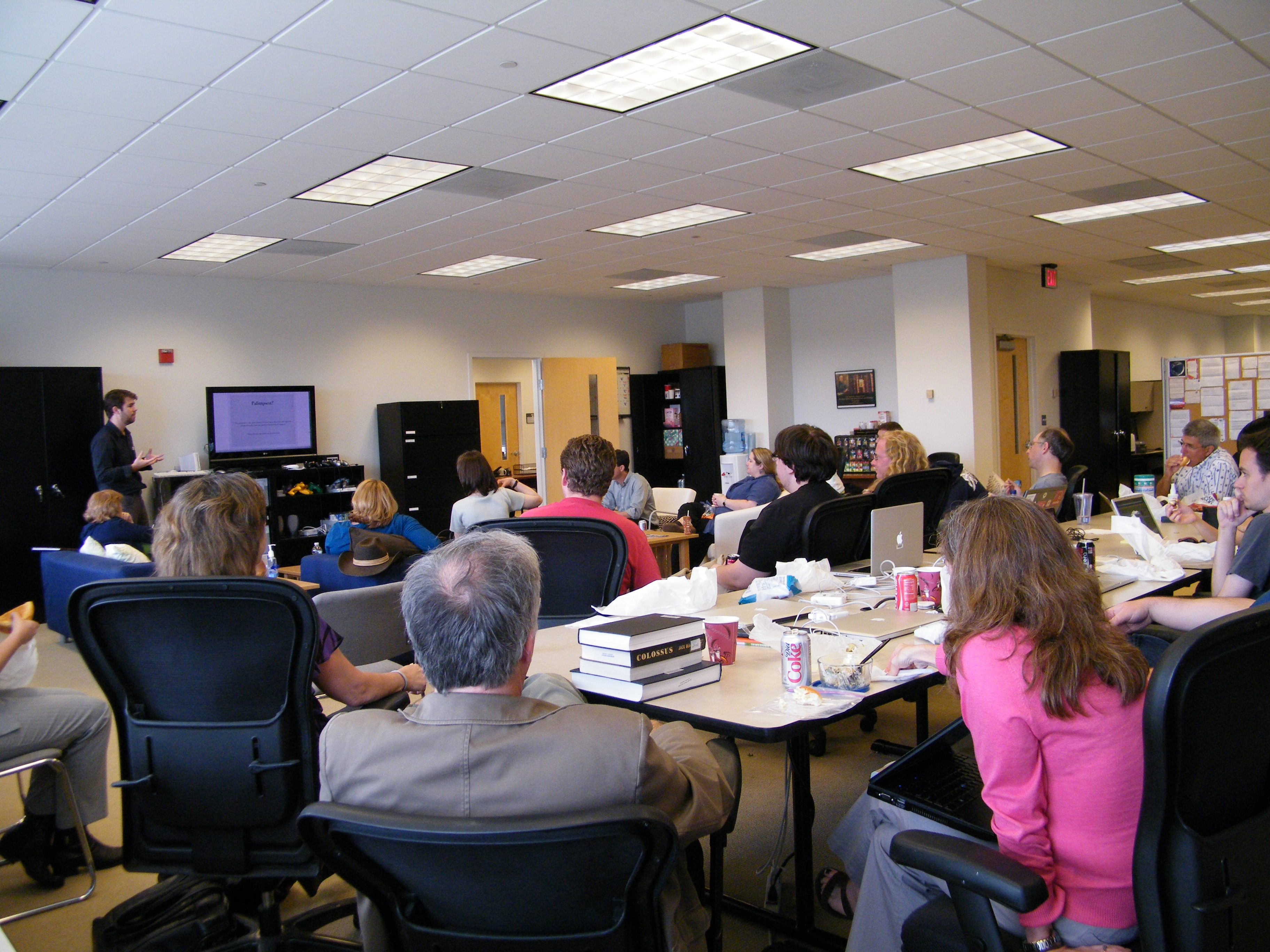
Un cours au Roy Rosenzweig Center for History and New Media

En tant que fondateur et directeur du Center for History and New Media, il s'est investi dans un grand nombre de projets liés à la digital history (histoire numérique), dont des sites web consacrés à l'histoire des États-Unis, à l'épistémologie de l'histoire, à la Révolution française, à l'histoire des sciences et des technologies, à l'histoire globale et aux attentats du 11 septembre 2001. Son travail dans le domaine de l'histoire numérique a été récompensé par le prix Richard W. Lyman (attribué par le National Humanities Center et la Fondation Rockefeller) pour sa « contribution exceptionnelle au progrès de la recherche et de l'enseignement par l'utilisation des TIC dans le domaine des humanités ». Le 15 avril 2011, le Center for History and New Media change de nom et devient, en son honneur, le Roy Rosenzweig Center for History and New Media.

## Principaux travaux
Parmi les travaux les plus importants de Roy Rosenzweig, on peut citer The Park and the People : A History of Central Park (1992), coécrit avec Elizabeth Blackmar, livre qui a reçu en 1993 le Historic Preservation Book Award et le prix du meilleur livre d'histoire urbaine nord-américaine décerné par l'Urban History Association. Rosenzweig a également obtenu des récompenses pour son livre The Presence of the Past : Popular Uses of History in American Life (1998), écrit en collaboration avec David Thelen et primé par le Center for Historic Preservation et l'American Association for State and Local History, et pour le CD-ROM Who Built America ? (1994), conçu dans le cadre de l'American Social History Project et réalisé avec Steve Brier et Joshua Brown. Cette production a obtenu le prix James Harvey Robinson de la Société américaine d'histoire pour sa « contribution exceptionnelle à l'enseignement et à l'apprentissage de l'histoire ».
Roy Rosenzweig est aussi l'auteur d'une étude sur les ouvriers et leurs loisirs (Eight Hours for What We Will : Workers and Leisure in an Industrial City, 1870-1920, 1983) mais également d'ouvrages sur l'histoire des musées (History Museums in the United States : A Critical Assessment, 1989), l'histoire et son public (Presenting the Past : Essays on History and the Public, 1986), l'enseignement de l'histoire (Experiments in History Teaching, 1977), l'histoire orale (Government and the Arts in 1930s America, 1986) ou encore l'histoire du temps présent (A Companion to Post-1945 America, 2002).
Il a produit à la fin de sa vie des travaux majeurs dans le domaine de l'histoire numérique, dont Digital History : A Guide to Gathering, Preserving, and Presenting the Past on the Web (2006), livre coécrit avec Daniel Cohen, et Clio Wired : The Future of the Past in the Digital Age (2011), recueil posthume qui regroupe des articles ayant trait à la digital history, dont « Can History be Open Source ? Wikipedia and the Future of the Past », article paru originellement dans le Journal of American History en juin 2006.

## Source
- (en) Cet article est partiellement ou en totalité issu de l’article de Wikipédia en anglais intitulé « Roy Rosenzweig » (voir la liste des auteurs).

#### Principaux ouvrages de Roy Rosenzweig
- (en) Eight Hours for What We Will : Workers and Leisure in an Industrial City, 1870-1921, Cambridge and New York, Cambridge University Press, 1983
- (en) en collaboration avec Susan Porter Benson et Stephen Brier, Presenting the Past : Essays on History and the Public, Philadelphie, Temple University Press, coll. « Critical Perspectives on the Past », 1986 (ISBN 0-87722-406-4)
- (en) Government and the Arts in Thirties America : A Guide to Oral Histories and Other Research Materials, Fairfax, George Mason University Press, 1986, 329 p. (ISBN 0-8026-0002-6)
- (en) en collaboration avec Leon Warren, History Museums in the United States : A Critical Assessment, Urbana, University of Illinois Press, 1989 (ISBN 0-252-06064-4)
- (en) en collaboration avec Elizabeth Blackmar, The Park and the People : A History of Central Park, Ithaca, Cornell University Press, 1992, 623 p. (ISBN 0-8014-2516-6)
- (en) sous la direction conjointe de Stephen Brier, Who Built America ? From the Centennial Celebration of 1876 to the Great War of 1914, New York, Voyager, 1994 (ISBN 1-55940-295-4)
- (en) en collaboration avec David Thelen, The Presence of the Past : Popular Uses of History in American Life, New York, Columbia University Press, 1998 (ISBN 0-231-11148-7)
- (en) sous la direction conjointe de Jean-Christophe Agnew, A Companion to Post-1945 America, Malden, Blackwell, coll. « Blackwell Companions to American History », 2002, 584 p. (ISBN 0-631-22325-8)
- (en) en collaboration avec Daniel J. Cohen, Digital History : A Guide to Gathering, Preserving, and Presenting the Past on the Web, Philadelphie, University of Pennsylvania Press, 2006 (ISBN 978-0-8122-1923-4, lire en ligne)
- (en) Clio wired : the future of the past in the digital age, New York, Columbia University Press, 2011, 309 p. (ISBN 978-0-231-15085-9, lire en ligne)